# Free float
Free float (також Shares float, Public float) — це частка акцій публічної компанії, яка перебуває у вільному обігу, тобто доступна для придбання публікою (наприклад, на фондових біржах).
Free float обчислюється як різниця між загальною кількістю випущених акцій (shares outstanding) та кількістю заблокованих акцій (які мають обмеження на продаж: належать інсайдерам, знаходяться в періоді заборони перепродажу (lock-up period) після первинного розміщення, є акціями трудового колективу тощо). Транзакції на фондових біржах, випуск та торгівля опціонами не впливають на free float, оскільки полягають лише в перерозподілі акцій.
Практичне значення free float — оцінка кількості акцій, які доступні для придбання або продажу інвесторами.
На практиці також спостерігається зворотна кореляція між розміром free float компанії та волатильністю ціни її акцій.